# ジャンタル・マンタル

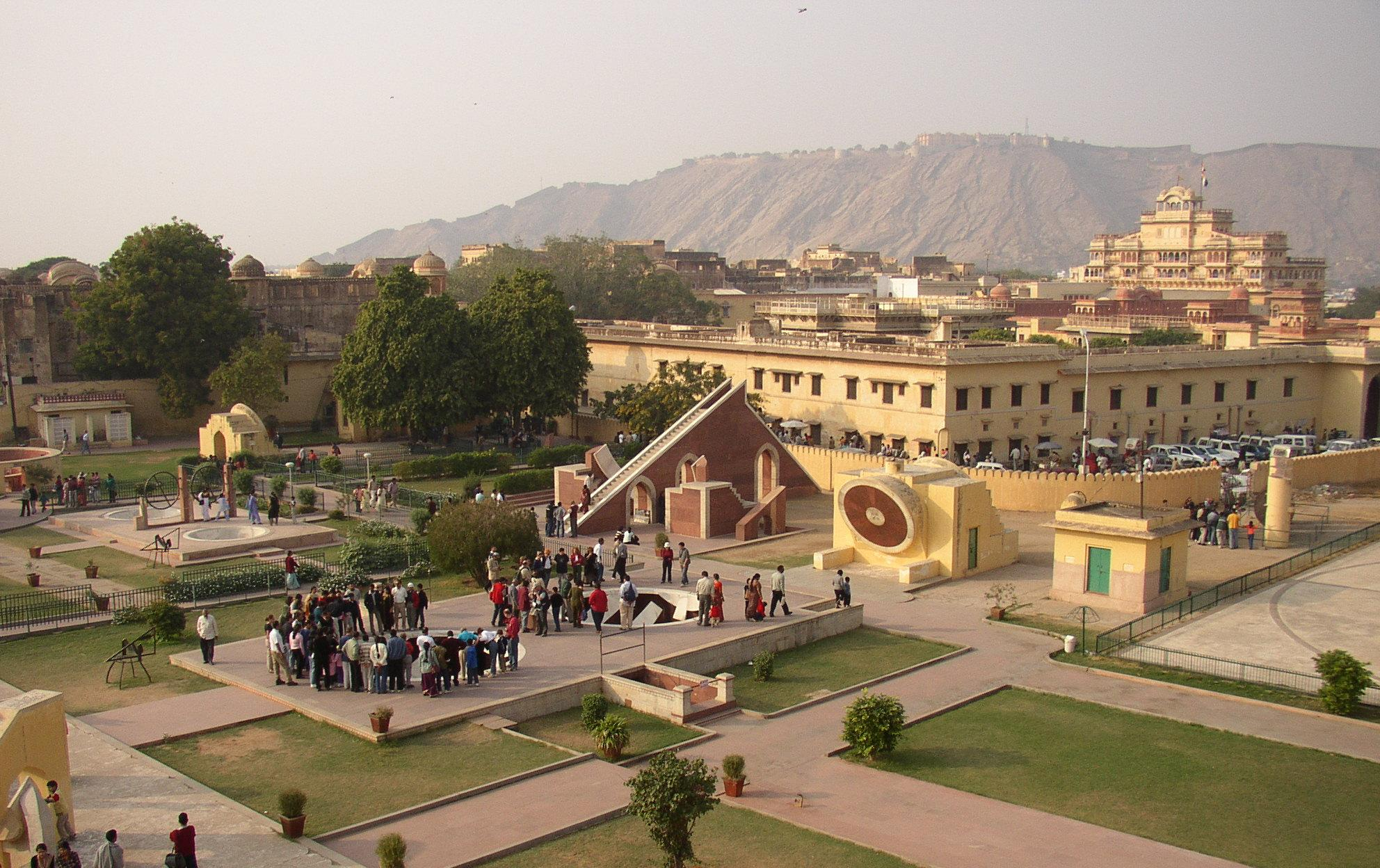
ジャイプルのジャンタル・マンタル

ジャンタル・マンタル （英語: Jantar Mantar）はインド・ムガル帝国時代の18世紀前半にジャイプル藩王国のジャイ・シング2世がインド北部の5か所に建設した大型の日時計および天体観測施設である。その内、ジャイプルにあるジャンタル・マンタルが一番大型で、世界遺産になっている。

## 概要
インド・ムガル帝国時代の18世紀前半にジャイプル藩王国の君主であるジャイ・シング2世はすぐれた政治家だっただけでなく、科学者、改革者でもあった。彼は1727年に王国の首都をアンベールからジャイプルへ遷都して、そこに巨大な日時計を含む天体観測施設を建設した。 
名称の由来は、ジャンタルがサンスクリット語のヤントラ（yantra）で「機器、機械」の意味で、マンタルが同じくマントラナ（mantrana）で「参考にする、計測する」、ジャンタル・マンタルで「計測する機器」の意味である。
こうしたジャンタル・マンタルは全部でか5か所に建設された。
- デリー郊外（Jantar Mantar, New Delhi、現在はデリー連邦直轄領）- 最初に建設されたもの。
- ジャイプル（現在はラージャスターン州）
- ベナレス（Jantar Mantar, Varanasi、現在はウッタル・プラデーシュ州）
- マトゥラー（同上州）- 1857年に取り壊されて、現存せず。 [2]
- ウッジャイン（Jantar Mantar, Ujjain、同上州）

これら5か所あったジャンタル・マンタルの内でジャイプルのものが最大で、2010年にユネスコの世界遺産（文化遺産）へ登録されている。

## ギャラリー

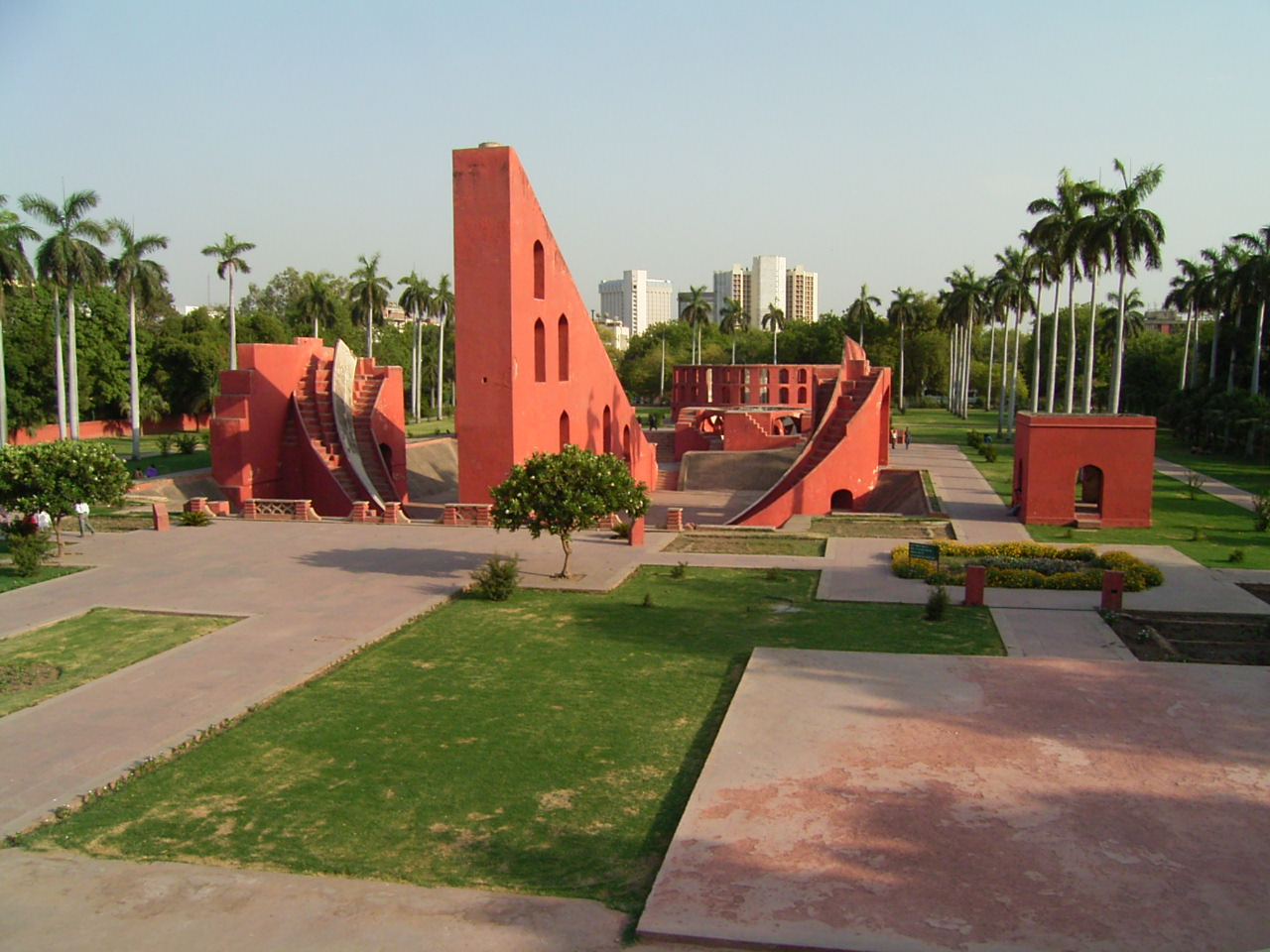
デリーのジャンタル・マンタル
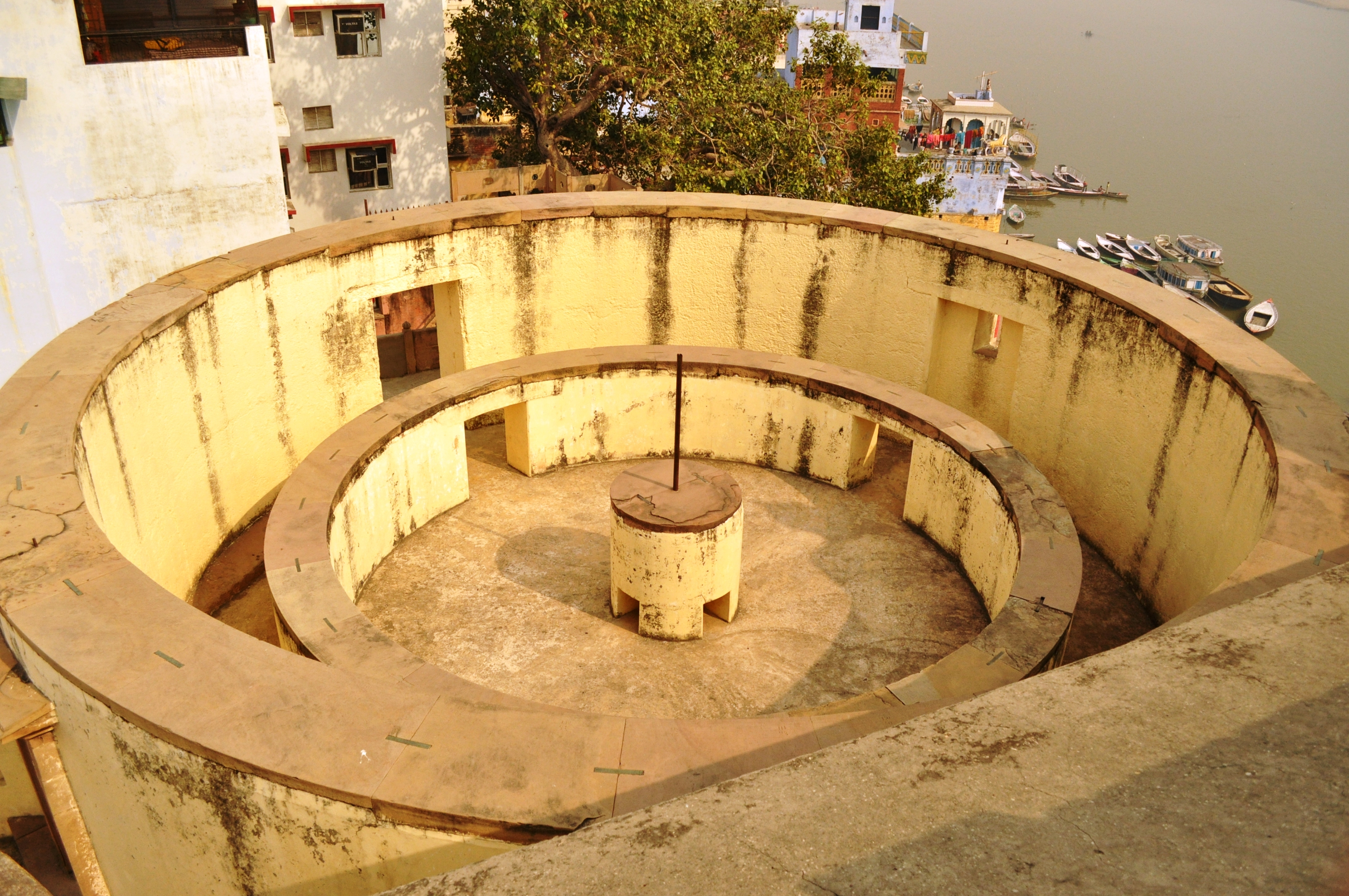
ベナレスのジャンタル・マンタル
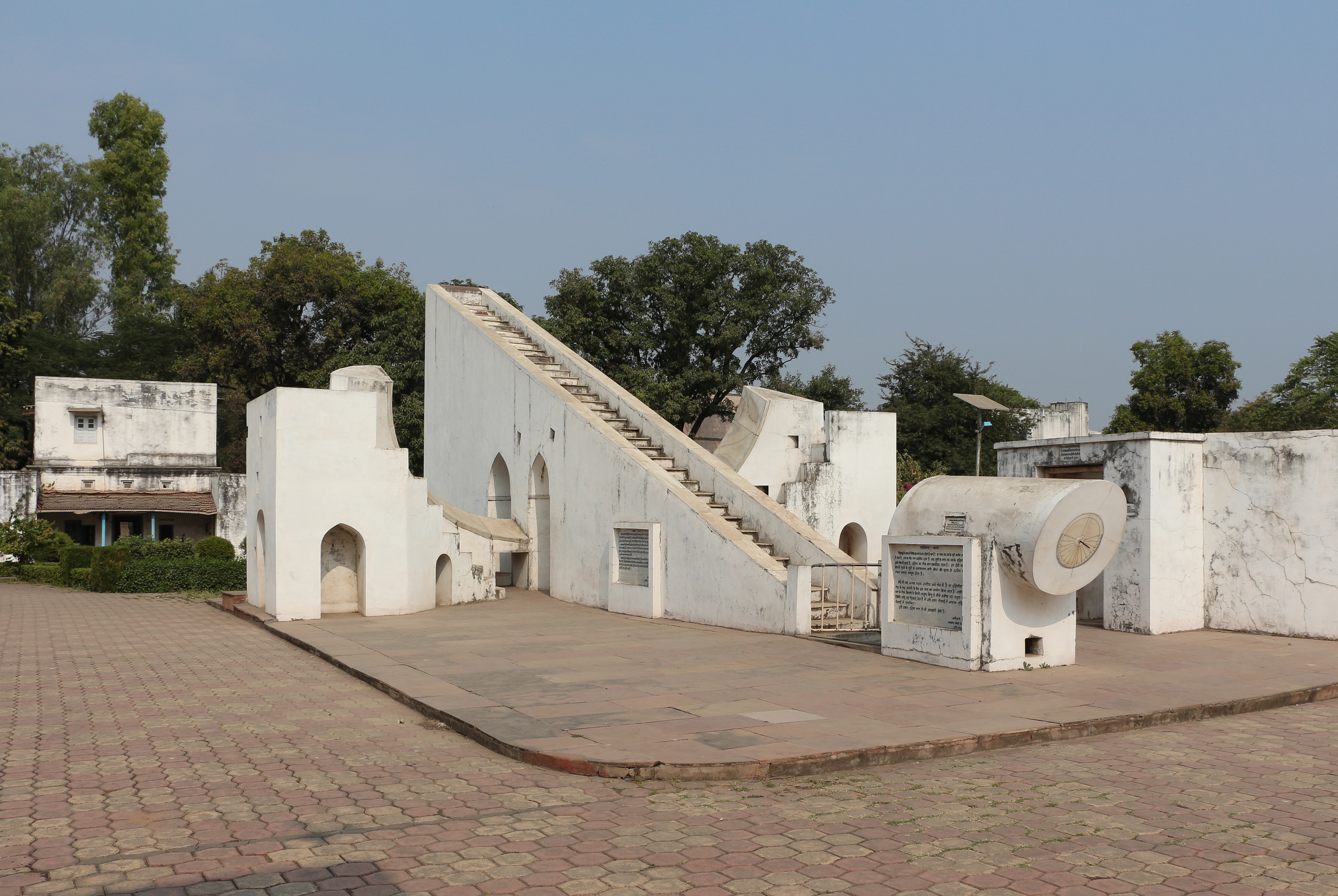
ウッジャインのジャンタル・マンタル